# Фроман-Мёрис, Анри
Анри Альфред Жермен Фроман-Мёрис (фр. Henri Alfred Germain Froment-Meurice; 5 июня 1923, Париж — 2 июля 2018, там же) — видный французский карьерный дипломат правого толка, близкий Валери Жискар д’Эстену и Раймону Барру. Трижды работал во французском дипломатическом представительстве в СССР, в том числе Чрезвычайным и Полномочным Послом Франции в CCCP с 1979 года по 1981 год. Выпускник Национальной школы администрации при премьер-министре Франции, выпуск имени Организации Объединённых Наций (1949 год), основатель целой династии «энарков». Писатель и общественный деятель.

## Биография

### Начало профессиональной карьеры — воинская служба
- После окончания Второй мировой войны с сентября 1945 года по апрель 1946 года был прикомандирован в качестве атташе к ставке французского командования в Германии, в Баден-Бадене при штабе генерала Мари-Пьера Кёнига, военного коменданта французской зоны оккупации Германии, будущего маршалла и министра обороны Франции.

### Учёба
- Диплом Свободной школы политических наук, имел университетскую степень лицензиата по литературе
- С 1947 по 1949 год — обучался в Национальной школе администрации при премьер-министре Франции, выпуск имени Организации Объединённых Наций.

### Дипломатическая карьера
- В 1950 году начал дипломатическую карьеру: после окончания ЭНА получил дипломатический ранг секретаря иностранных дел в МИДе Франции.
- 1950 год — 1951 год — оставаясь в кадровом составе МИДа, был прикомандирован к Жану Монне, который в тот период проводил идею, ставшую известной позже как «план Шумана», которую озвучил в правительственном заявлении от 9 мая 1950 года министр иностранных дел Франции Робер Шуман после получения согласия от канцлера ФРГ Конрада Адэнауера. Монне стал первым председателем созданного при участии нескольких стран «Европейского объединения угля и стали» (ECSC), начавшего свою работу в Люксембурге 10 августа 1952 года и ставшего предшественником Европейской комиссии.
- 1952 — 1953 год — первый секретарь в посольстве Франции в Токио (Япония)
- 1953 — 1954 год — руководитель дипломатического отдела, Генеральный комиссариат во французском Индокитае
- 1954 год — 1956 год — работа в центральном аппарате МИДа Франции: заместитель помощника в кабинете государственного секретаря по иностранным делам
- 1956 — 1959 год — первый секретарь в посольстве Франции в СССР, в том числе во время венгерских событий 1956 года[5]
- 1959 год — 1963 год — работа в центральном аппарате МИДа Франции: заместитель директора департамента стран Восточной Европы[6]
- 1963 год — 1965 год — работа первым советником во французском представительстве в Каире, в Египте, который в том время входил вместе с Сирией в состав Объединённой Арабской Республики (ОАР) под руководством Насера.
- С 4 апреля 1963 года — сразу после установления дипломатических отношений Франции с ОАР, советник Фроман-Мёрис был поверенным в делах Франции до 8 ноября 1963 года — назначения Послом Франции в ОАР Жака Ру[7]
- 1965 год — 1968 год — работа в центральном аппарате МИДа Франции: начальником службы культурных и научных обменов в составе Генеральной дирекции по культурным и научно-техническим отношениям
- 1968 год — 1969 год — работа советником-посланником в посольстве Франции в СССР, в том числе во время вооруженной интервенции советских войск в Чехословакию или так называемой операции «Дунай»[8]
- 1969 год — 1975 год — работа в центральном аппарате МИДа Франции: Директором департамента Азии и Океании (курировал Китай, Индию, Французский Индокитай,Японию)
- 1975 год — 1979 год — работа в центральном аппарате МИДа Франции: Директором экономического и финансового департамента

- 1979 год — 1981 год — Декретом президента Франции[9] на заседании Совета министров назначен Чрезвычайным и Полномочным Послом Франции в CCCP, в том числе во время ввода советских войск в Афганистан в декабре 1979 года и последовавшего за ним бойкота Московской летней олимпиады 1980 года. Несмотря на отрицательное мнение посла Фроман-Мёриса[10], спортивная делегация Франции приняла участие в играх под белым флагом с олимпийскими кольцами Международного олимпийского комитета (МОК).
- 1981 год — 1983 год — Чрезвычайный и полномочный Посол Франции в ФРГ
- С 1983 года — оставаясь в кадровом составе МИДа Франции, был отправлен в специальный отпуск (резерв).
- 7 декабря 1983 года — на заседании совета министров Франции декретом президента республики по представлению министра иностранных дел было принято решение о возведении в особое личное достоинство Посла Франции (пожизненно)[11]. Декрет подписан 18 января 1984 года и опубликован в Официальном журнале Французской республики (вступил в силу) 20 января 1984 года[12].
- Выполнял отдельные поручения правительства и МИДа Франции[13]

### Профессиональная карьера в экономической области
- 1985 год — 1991 год — советник президента инвестиционного банка Париба (фр. Paribas)
- 1991 год — 1998 год — советник в адвокатской фирме Жанте и партнёры (фр. Jeantet et associés)
- 1984 год — 1997 год — одновременно, член совета управляющих компаниями Philips Франс (фр. Philips France) и Робер Бош Франс (фр. Robert Bosch France)

## Почётные звания и награды
- Командор ордена Почётного легиона[14]
- Офицер ордена «За заслуги» (Франция)

## Общественная и научная деятельность
Посол Франции Фроман-Мёрис вёл активную общественную и научную деятельность, регулярно участвовал в различных международных конференциях, симпозиумах и дебатах во Франции и за её пределами.
- Colloque sur les visions partagées de la France et de l’Ukraine sur l’avenir de la construction européenne, Troisième table ronde: Quelle place pour l’Ukraine dans l’architecture de sécurité européenne?
- Conférence internationale, NATIONALISMES ET RELIGIONS DANS LES BALKANS OCCIDENTAUX, Lundi 15 janvier 2007, Palais du Luxembourg, Salle Clemenceau, PARIS
- COLLOQUE INTERNATIONAL, «Guerre, diplomatie et opinion. Les négociations de paix à Paris et la fin de la guerre au Vietnam (1968—1975)», Mardi 13 et mercredi 14 mai 2008, Amphithéâtre «Austerlitz» du Musée de l’Armée, Hôtel national des Invalides, Paris
- Conférence du 5 octobre 2009, " Quelles perspectives après les élections en Iran ? ", Intervenant : — Bernard Hourcade, Directeur de recherches au CNRS.
- France-Amériques, Forum du Futur, Conférence du 15 avril 2010, (transcription non relue par l’intervenant), Géopolitique des Religions par Monsieur le Recteur Joseph Maïla, Directeur du Pôle des Religion
- UNIVERSITE DU TEMPS LIBRE DE LAMBALLE- PENTHIEVRE, Mardi 25 mai 2010, OU VA LA RUSSIE ? Par M. Henri FROMENT- MEURICE, ambassadeur de France (недоступная ссылка)
- Научная жизнь. МЕЖДУНАРОДНАЯ КОНФЕРЕНЦИЯ «„ХОЛОДНАЯ ВОЙНА“ И ПОЛИТИКА РАЗРЯДКИ» 27 — 28 июня 2002 г. в Москве прошла международная конференция «„Холодная война“ и политика разрядки». Организатором конференции явились Институт всеобщей истории (ИВИ) РАН совместно с Дипломатической академией МИД РФ при финансовой поддержке проекта Института «Открытое общество» (фонд Сороса)… Важной особенностью конференции стало участие в ней политических деятелей, принимавших участие в процессе принятия политических решений в период разрядки. Так в дискуссии выступили бывший заместитель министра иностранных дел СССР Г. М. Корниенко, посол Франции в СССР в 1970-е годы Анри Фроман- Мерис, шведский дипломат Кристер Вальбек, известные российские дипломаты Ю. Е. Фокин и Ю. В. Дубинин, а также ученый-физик Ю. Н. Смирнов, сотрудничавший с А. Д. Сахаровым в проекте по созданию 50-мегатонной ядерной бомбы. Некоторые из них выступили с докладами.
- Неоднократно выступал в МГИМО МИД РФ с лекциями по различным вопросам международных отношений.[15]

## Литературные труды, статьи и мемуары
См. также в разделе «Ссылки» — отрывки из книг

### Собственные книги
- Une puissance nommée Europe, 1984, Julliard, Paris, 246 p., par Henri Froment-Meurice, ambassadeur de France (см. рецензию на книгу в разделе «Ссылки») ISBN 978-2-260-00359-5, ISBN 2-260-00359-1, ISBN 978-2-260-00359-5, книга получила приз Адольфа Бентинка (англ. Adolphe Bentinck Prize)
- Une éducation politique, 1987, Henri Froment-Meurice, ambassadeur de France
- Русский перевод в сборнике: Пьер Жан Реми «Бессмертный город» Пер. с фр. [Т. В. Чугуновой], Анри Фроман-Мерис Политическое воспитание, Пер. с фр. [М. В. Добродеевой, С. Г. Ломидзе;: Романы; К сб. в целом : Вступ. ст. Ю. Уварова, с. 5-22. — М. : Прогресс, 1991. — 478 с. — ISBN 5-01-003512-X : Б. ц. ББК 84 (4Фра)
- L’Europe de 1992, espace et puissance: la dimension extérieure du marché intérieur: rapport au ministre des Affaires étrangères. Paris: Documentation française, 1988, par Henri Froment-Meurice, ambassadeur de France, ISBN 2-11-002102-0, ISBN 978-2-11-002102-1
- В составе коллектива авторов: Фроман-Мёрис, Рубинский и др., Советский Союз, Франция и международные кризисы 80-х годов XX века, Антология, Издательство: МГИМО-Университет, 2009 г., Мягкая обложка, 104 стр., ISBN 978-5-9228-0446-2, Тираж: 100 экз. «Советский Союз, Франция и международные кризисы 80-х годов XX века» на Озоне.ру
- Vu du Quai. Mémoires (1945—1983), Froment-Meurice Henri, Date de parution: 14/10/1998, Éditeur : Fayard, Collection : Pour une histoire du Xxème siècle, Code EAN 9782213602073[16]
- JOURNAL D’ASIE (Chine-Inde-Indochine-Japon 1969—1975), Henri Froment-Meurice, septembre 2005, 488 pages, Editions L’Harmattan, ISBN 2-7475-8270-1[17]
- Les Femmes et Jésus, Par Henri Froment-Meurice, Paru en : Mars 2007, 130 pages, Collection " L’Histoire à vif ", Editions du Cerf, ISBN 978-2-204-08343-0 — SODIS 8279778 — EAN 9782204083430[18][19]
- LA MORT DANS LE CAFÉ, Henri Froment-Meurice, Cométragédie en quinze tableaux, janvier 2008, 141 pages, Editions L’Harmattan, ISBN 978-2-296-04876-8[20]

### Собственные статьи
Посол Франции Анри Фроман-Мёрис опубликовал многочисленные статьи, из которых для примера, можно указать следующие:
- PREUVES (REVUE), Numéro 185, Juillet 1966, grand in-8, 96 pages. Notamment : H. Froment-Meurice : «Machiavel ambigu»
- PREUVES (REVUE), Numéro 197, Juillet 1967, grand in-8, 94 pages. Notamment : H. Froment-Meurice : «Bakounine, les démons et les justes»
- Commentaire, Automne 2005, Volume 28/Numéro 111, POLITIQUE MONDIALE, Henri FROMENT-MEURICE, Contre l’idée d’un " axe " Paris-Berlin-Moscou, pp. 679—682 Commentaire — «La revue Commentaire a pour objectifs d'éclairer ses lecteurs sur toutes les grandes questions qui se posent dans le monde d’aujourd’hui et de défendre les principes qui doivent gouverner les sociétés libérales.» Périodicité : trimestriel (4 numéros par an), Etat de collection : depuis 1979, Editeur: Paris, Julliard, Langue: Français, ISSN 0180-8214
- Commentaire, Été 2007, Volume 30/Numéro 118, POLITIQUE MONDIALE, Henri FROMENT-MEURICE, Quelle politique avec la Russie? pp. 383—388
- Ouest-France — 19/10/2009, L’Europe serait-elle en Asie ? Par Henri Froment-Meurice
- Le Figaro, 07/01/2008, Turquie, Balkans: le verrou du référendum, par Henri Froment-Meurice, ambassadeur de France
- Le Figaro, 26/02/2008, Il faut envisager un «plan B» pour le Kosovo, par Henri Froment-Meurice, ambassadeur de France
- Le Figaro, 04/05/2010, Quelle Europe défendra l’Angleterre ? par Henri Froment-Meurice, L’ancien ambassadeur de France Henri Froment-Meurice analyse le credo européen des trois grands partis politiques britanniques

Некоторые из статей Фроман-Мёриса, выражающие консервативные взгляды вызывают яростную полемику со стороны левонастроенных кругов

### Публикации о Фроман-Мёрисе
- COLLECTIF — LA REVUE DES DEUX MONDES, Deux mondes, collection «Revue des deux mondes», N°4265, 1 AVRIL 2006, EAN-13 3780248611004, CHRONIQUE DIPLOMATIQUE: в том числе: HENRI FROMENT-MEURICE par Éric Roussel[24]
- ДИПЛОМАТЫ ВСПОМИНАЮТ. МИР ГЛАЗАМИ ВЕТЕРАНОВ ДИПЛОМАТИЧЕСКОЙ СЛУЖБЫ, вып. 1. М.: Научная книга, 1997, 506 с.; вып. 2. М.: МИД РФ, 1999, 259 с. Руководитель: Ю. В. Дубинин, Чрезвычайный и Полномочный посол. Авторский коллектив: Ю. А. Алимов, А. А. Брежнев, А. А. Воронин, И. Н. Грушин, А. Ф. Добрынин, В. И. Ерофеев, А. И. Елизаветин, М. И. Иванов, Ю. Б. Кошлев, Г. М. Корниенко, К. Н. Кулматов, A.M. Ледовский, Н. М. Луньков, А. П. Марков, Л. А. Моджорян, А. Н. Николаев, Б. И. Поклад, М. И. Попов, Е. Д. Пырлин, А. А. Рощин, Г. Л. Розанов, Ю. Н. Рахманинов, B.C. Сафрон-чук, Р. А. Сергеев, В. В. Снегирев, В. Г. Солодовников, В. А. Тарасов, С. Л. Тихвинский, Г. Н. Фоминов. Глава В. В.СНЕГИРЕВ, СССР — ФРАНЦИЯ. 1962 г. (Взгляд из советского посольства в Париже)[25][26]

## Семья

### Предки Анри — знаменитая французская династия ювелиров
- Фроман-Мёрис, Франсуа-Дезире (1802—1855) — знаменитый французский ювелир периода историзма. Его произведения имели особый успех на Всемирной выставке в Лондоне в 1851 году. Он был другом великого французского поэта и писателя Виктора Гюго, который в 1847 году написал стихотворение «Посвящение господину Фроман-Мёрису»[27], опубликованное в сборнике «Созерцания» (фр. Les Contemplations) (1856 год). При его наследниках семейное дело продолжалось до 1907 года.
- В 1867 году на Всемирной выставке в Париже другой французский ювелир из династии Фроман-Мерисов выставил бюст императора Наполеона III из цельного аквамарина. По легенде, кристалл, из которого был сделан бюст, нашли на границе Китая.[28][29]
- Произведения семейной династии ювелиров Фроман-Мёрисов выставлены в лучших музеях Парижа: Лувре, Орсе, музее истории Парижа — Карнавале

### Родители
- Отец: Жерар Фроман-Мёрис (фр. Gérard Froment-Meurice) (1896—1985)
- Мать: Элизабет, урождённая Лёфевр Понталис (фр.  Elisabeth Lefèvre Pontalis) (1897—1985)

### Супруга, дети и внуки
Среди выпускников «энарков» целая семейная династия Фроман-Мёрисов.
- Анри Фроман-Мёрис женился на Габриэле Друй (фр. Gabrielle Drouilh), сокурснице по ЭНА, которая скончалась в 1993 году[30]. Семейное положение: вдовец с 1993 года.
- Дети: от этого брака родилось три сына (Франсуа, Жан и Марк) и одна дочь (Изабелла).

Сын — Франсуа, тоже выпускник ЭНА, выпуск имени Франсуа Рабле (1973 года), работавший в Государственном совете, в настоящее время — адвокат-партнёр, специализирующийся на вопросах бизнеса в крупной международной адвокатской фирме Саланс и партнёры (фр. Salans et associés). Его имя было связано со скандалом по поводу незаконного финансирования политических партий, в частности в его бытность заместителем генерального секретаря партии «Центр социальных демократов». Судебный процесс состоялся в 1999—2000 годах. Франсуа Фроман-Мёрис был осуждён на восемь месяцев тюрьмы условно, но судимость была снята по амнистии
- Невестка (жена сына Франсуа) — Анна-Мария Фроман-Мёрис, урождённая Мартинес (фр. Anne-Marie Thérèse Froment-Meurice, née Martinez), тоже выпускница ЭНА, выпуск имени Пьера Мендес-Франса (1978 года), работает в Счётной палате Франции[35], офицер ордена Почётного легиона[36] и ордена «За заслуги» (Франция)[37]
- Имеет внуков.